# Айн-Темушент
Айн-Темушент (араб. عين تموشنت) — місто на північному заході Алжиру, адміністративний центр однойменного вілаєту.

## Географія
Місто знаходиться в центральній частині вилаєту, у гористій місцевості масиву Тель-Атлас, на висоті 296 метрів над рівнем моря .
Айн-Темушент розташований на відстані приблизно 405 км на північний захід від столиці країни міста Алжир та за 72 км на північний захід від Орана. Місто знаходиться у вузькій родючій долині серед виноградників і фруктових садів.

## Історія
Місто було засноване у 1851 році іспанськими іммігрантами, які побудували його на місці давньоримського міста Albulae і арабського поселення Ксар ібн Сенар.

## Демографія
Динаміка чисельності населення міста за роками:
| 1977, перепис | 1987, перепис | 1998, перепис | 2008, перепис | 2013, оцінка |
| 38 298        | 47 479        | 55 230        | 70 810        | 85 345       |

## Транспорт
Найближчий аеропорт розташований в місті Тлемсен.